# Proterhinus mumfordi
Proterhinus mumfordi is een keversoort uit de familie Belidae. De wetenschappelijke naam van de soort is voor het eerst geldig gepubliceerd in 1932 door Perkins.